# Piasecki VZ-8 AirGeep
Le Piasecki VZ-8 AirGeep — désigné PA-59 par la compagnie — était un prototype d'aéronef de type ADAV, développé par le constructeur américain Piasecki Aircraft (en) à la fin des années 1950. Développé pour répondre à un contrat concernant une Jeep volante, publié en 1957 par l'US Army Transportation Research Command, le VZ-8 devait être plus petit et plus facile à piloter qu'un hélicoptère.

## Conception et développement

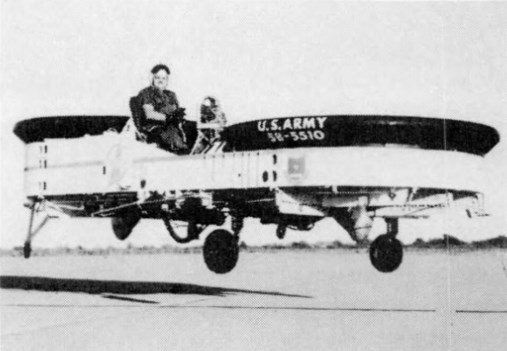
Le VZ-8P, photographié en 1959.

En 1957, le Pentagone mit en place le programme TRFJ, pour « Transportation Research Flying Jeep », qui prévoyait la conception d'une Jeep volante. Il visait à concevoir un aéronef léger de reconnaissance et d’appui aérien très rapproché, devant évoluer à de faibles altitudes, comprises en deux et vingt mètres du sol, donc bien plus faibles celle de la majorité des hélicoptères de l’époque. Le cahier des charges prévoyait que la machine puisse être armée d’une mitrailleuse mobile de calibre 12,7 mm ou d’un lance-roquettes antichar de type « bazooka ». L'appareil devait pouvoir emmener le pilote, ainsi que deux membres d’équipage. Trois constructeurs répondirent à l’appel avec des avant-projets plus ou moins aboutis : Chrysler, Curtiss, et enfin Piasecki. Chacun s’était fait depuis la fin de la Seconde Guerre mondiale une spécialité dans la question du développement des ADAV ou des hélicoptères.
Afin de répondre au besoin de l'US Army, le concept de Piasecki employait deux rotors tripales carénés, les deux membres d'équipage prenant place sur des sièges installés entre les deux rotors. La puissance était fournie par deux moteurs à pistons Lycoming O-360-A2A de 180 ch (134,2 kW), entraînant les rotors via une boîte à engrenages centrale. Le premier des deux exemplaires commandés par l'US Army, initialement désigné Model 59K Skycar — et plus tard renommé « AirGeep » — par Piasecki et désigné VZ-8P par l'US Army, effectua son premier vol le 22 septembre 1958,. Il reçut officieusement le surnom de « Flying Carpet » (en français : « tapis volant ») de la part d'un général qui l'avait observé lors d'une démonstration en vol.
Il fut remotorisé avec un unique turbomoteur français Turbomeca Artouste IIB de 425 ch (317 kW), en remplacement des deux moteurs à pistons initiaux, puis effectua son premier vol dans cette configuration en juin 1959. Après une période de prêt à l'US Navy pour évaluations, pendant laquelle il fut désigné Model 59N et équipé de flotteurs, il fut renvoyé à l'US Army et son moteur fut remplacé par un modèle plus léger et plus puissant, le Garrett TPE331-6, développant une puissance de 550 ch (410,1 kW).

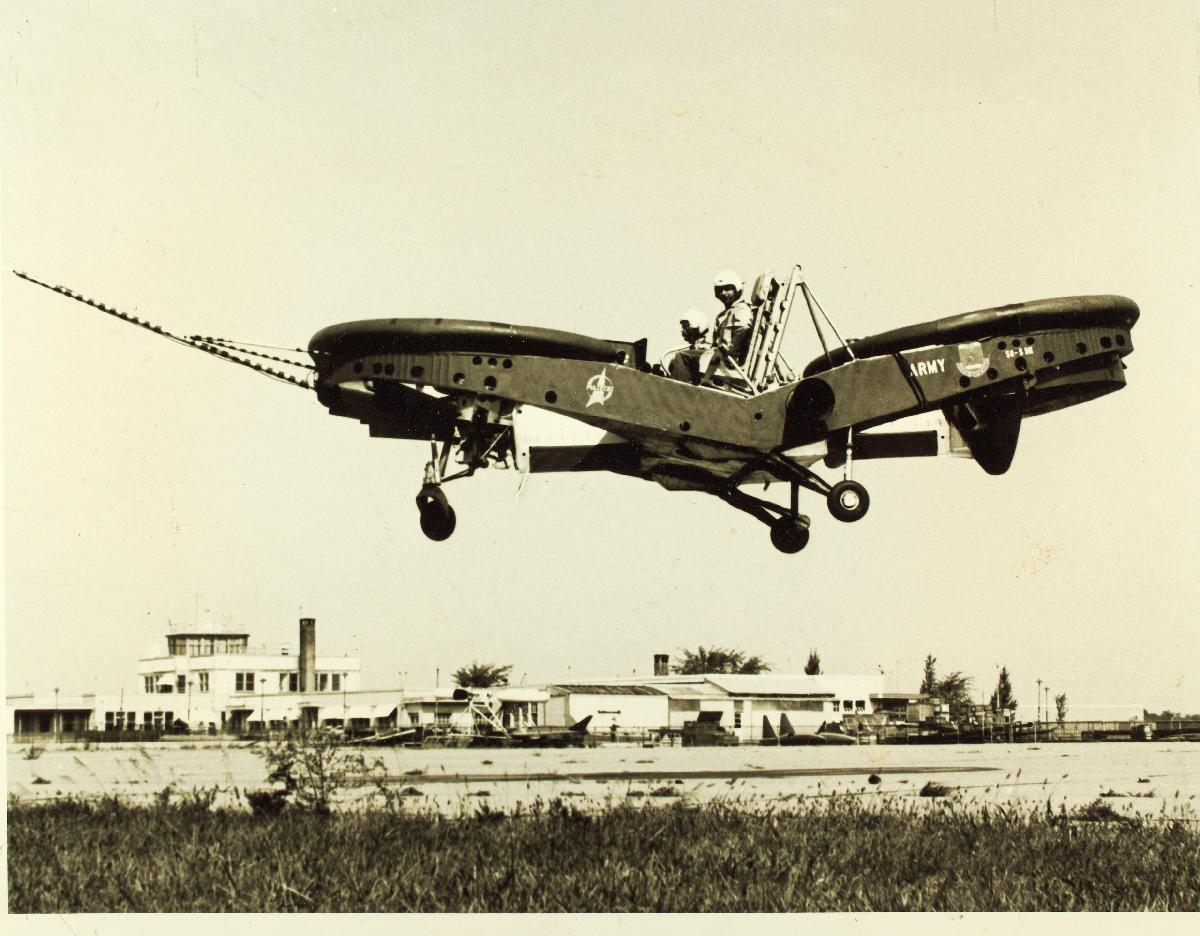
Le Piasecki AirGeep II (US Army), lors de son premier vol, le 15 février 1962.

Le second prototype fut assemblé sous une forme modifiée, désignée Model 59H AirGeep II par Piasecki et VZ-8P (B) par l'US Army. Il était propulsé par deux moteurs Artouste, disposait de sièges éjectables pour le pilote et le copilote/mitrailleur, ainsi que de trois sièges supplémentaires pour des passagers. Il était également doté d'un train d'atterrissage tricycle motorisé, permettant d'augmenter sa mobilité sur le terrain. Le premier vol de l'AirGeep II se déroula le 15 février 1962, avec aux commandes le pilote « Tommy » Atkins,.
Bien que l'AirGeep fût initialement conçu pour opérer à de faibles altitudes, il était capable de voler jusqu'à 900 m, se montrant stable en vol. Le vol à basse altitude permettait cependant d'éviter la détection par les radars. En dépit de ses qualités, ainsi que sa supériorité par rapport aux deux autres modèles évalués par l'US Army pour répondre à ses besoins — les Chrysler VZ-6 et Curtiss-Wright VZ-7 —, l'US Army décida que « le concept de Jeep volante [était] inadapté au champ de bataille moderne » et se focalisa sur le développement d'hélicoptères conventionnels. L'appareil était en effet très bruyant, assez inconfortable et surtout très vulnérable face aux tirs provenant du sol. Après quelques essais supplémentaires, le projet fut définitivement abandonné, en août 1965. Les autres projets mis en place pour répondre au besoin initial de l'US Army connurent le même sort.

## Versions

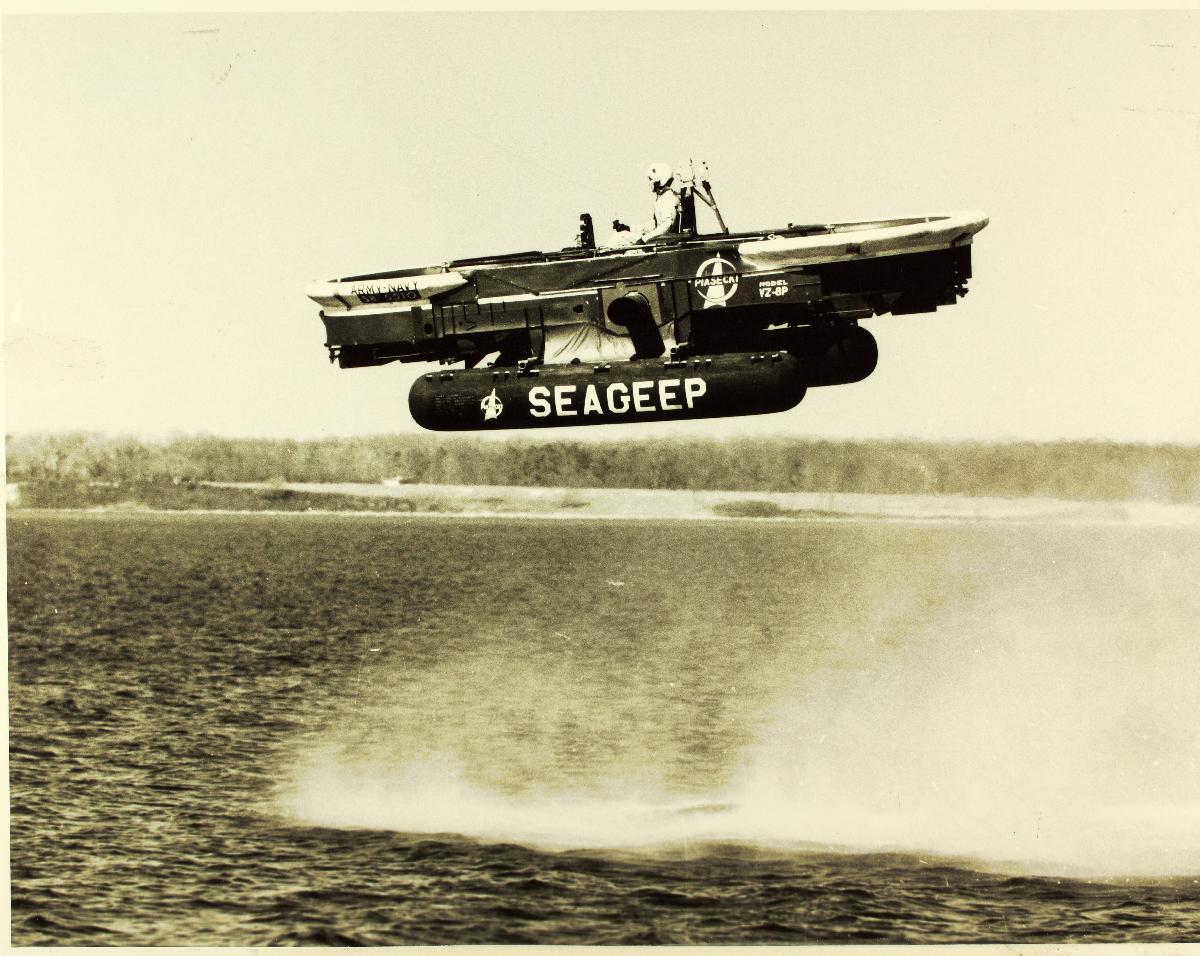
Le Piasecki Model PA-59N SeaGeep en vol.

- Model 59K Skycar : Désignation de la compagnie pour le premier exemplaire, propulsé par deux moteurs à pistons Lycoming O-360-A2A de 180 ch (134,2 kW), recevant la désignation militaire de VZ-8 AirGeep. Plus tard, les moteurs à pistons furent remplacés par un turbomoteur Turbomeca Artouste IIB de 425 ch (317 kW)[9] ;
- Model 59N SeaGeep I : Premier exemplaire — après remplacement des deux moteurs Lycoming par l'Artouste —, lors de son prêt à l'US Navy. Il reçut deux flotteurs à cette occasion[9] ;
- PA-59H AirGeep II : Désignation de la compagnie pour le deuxième exemplaire, recevant la désignation militaire VZ-8P (B), construit avec deux turbomoteurs Turbomeca Artouste IIC de 400 ch (298,3 kW) et jusqu'à cinq sièges, comprenant l'équipage[9] ;
- VZ-8P AirGeep I : Désignation militaire du premier exemplaire lors de sa livraison ;
- VZ-8P-1 AirGeep I : Désignation militaire du premier exemplaire après le remplacement des moteurs à pistons par le turbomoteur français Artouste ;
- VZ-8P-2 AirGeep I : Désignation militaire du premier exemplaire après le remplacement du turbomoteur Artouste par un Garrett TPE331-6[6], plus léger et développant une puissance de 550 ch (410,1 kW) ;
- VZ-8P (B) AirGeep II : Désignation militaire du deuxième exemplaire[9].

## Spécifications techniques (VZ-8P(B))
Données de « Jane's All the World's Aircraft 1962–63 » & « Flying Jeeps: The US Army's Search for the Ultimate 'Vehicle' ».
Caractéristiques générales
- Équipage : 2 membres : 1 pilote + 1 copilote/mitrailleur
- Capacité : Jusqu'à 3 passagers
- Longueur : 7,45 m
- Diamètre rotor principal : 2,82 m
- Hauteur : 1,78 m
- Masse à vide : 1 184 kg
- Masse typique : 1 665 kg
- Masse maximale au décollage : 2 177 kg
- Moteur : 2   turbomoteurs Turbomeca Artouste IIC de 400 ch (298,3 kW)   chacun
- Hélices : 2 rotors tripales
  - Diamètre hélice : 2,5 m

 Performances 
- Vitesse maximale : 136 km/h
- Vitesse de croisière : 112 km/h
- Distance franchissable : 56 km
- Plafond : 914 m
- Rapport poids-puissance : 1,08 kg/ch

Armement

- Canons : Emplacement disponible pour un canon sans recul (jamais installé)

## Héritage
Les deux exemplaires du VZ-8 ont été préservés et sont exposés à l'US Army Transportation Museum (en) de Fort Eustis, en Virginie,.

### Articles de presse
- (en) Stephen Harding, « Flying Jeeps : The US Army's Search for the Ultimate 'Vehicle' », Air Enthusiast, Stamford, Lincs, Royaume-Uni, Key Publishing, no 73,‎ janvier/février 1998 (ISSN 0143-5450).
- (en) « Piasecki Tests Twin-Turbine and Seagoing VTOLs », Aviation Week & Space Technology, vol. 76, no 19,‎ 7 mai 1962, p. 83 (lire en ligne).